# بروس موساكانيا
بروس موساكانيا (بالإنجليزية: Bruce Musakanya)‏ (مواليد 23 فبراير 1994) هو لاعب كرة قدم زامبي في مركز وسط الملعب.

## روابط خارجية
- بروس موساكانيا على موقع قاعدة بيانات كرة القدم.إي يو (الإنجليزية)
- بروس موساكانيا على موقع ناشيونال فوتبول تيمز (الإنجليزية)
- بروس موساكانيا على موقع Soccerway.com (الإنجليزية)
- بروس موساكانيا على موقع كووورة